# ماوريزيو فيلا
ماوريزيو فيلا، لاعب كرة قدم إيطاليا لعب سابقاً في نادي الحمرية الإماراتي .